# Premjit Lall
Premjit Lall (Calcutta, 20 ottobre 1940 – Calcutta, 31 dicembre 2008) è stato un tennista indiano.

## Carriera
Nei tornei del Grande Slam ha ottenuto il suo miglior risultato raggiungendo i quarti di finale di doppio agli Australian Championships nel 1962, e a Wimbledon nel 1973, entrambi in coppia con il connazionale Jaidip Mukerjea.
In Coppa Davis ha giocato un totale di 90 partite, collezionando 58 vittorie e 32 sconfitte. Per la sua dedizione nel rappresentare il proprio Paese nella competizione è stato insignito del Commitment Award.